# دین اوگورمن
دین اوگورمن (انگلیسی: Dean O'Gorman؛ زادهٔ ۱ دسامبر ۱۹۷۶) یک هنرپیشه اهل نیوزیلند است. وی از سال ۱۹۹۰ میلادی تاکنون مشغول فعالیت بوده‌است.
از فیلم‌ها یا برنامه‌های تلویزیونی که وی در آن نقش داشته است می‌توان به هابیت: یک سفر غیرمنتظره، هابیت: برهوت اسماگ، هابیت: نبرد پنج سپاه اشاره کرد.